# Flamme de l'Espoir Citoyen
La Flamme de L'Espoir Citoyen est une initiative non partisane des scouts musulmans de France soutenue par le scoutisme français, visant à encourager les jeunes citoyens français à s'inscrire sur les listes électorales sans recommandation de vote particulière,,. Elle intervient du 7 mai au 24 septembre 2011. Elle est suivie par le Dr Younès F. Aberkane,, président du scoutisme français.

## Objectifs
Les Scouts musulmans de France en déclarent les cinq objectifs suivants auprès des préfectures hôtes :
- Revaloriser aux yeux des jeunes la politique et les valeurs républicaines
- Restaurer le sens et les vertus de la devise républicaine « Liberté, Égalité, Fraternité »
- Communiquer l'importance de l'engagement électoral pour construire son propre avenir
- Inciter les jeunes à voter
- Sensibiliser les élus sur le potentiel électoral considérable de la jeunesse

## Fonctionnement
Organisée en réponse au décret par le secrétaire général des Nations unies Ban Ki-moon de l'année internationale de la jeunesse 2010-2011, elle correspond à la cinquième édition de la "Flamme de l'Espoir" initiée par le cheikh Khaled Bentounès, fondateur des Scouts musulmans de France et de la Tariqa soufie Alawiya. À ce titre l'initiative s'est vu confier la Flamme Olympique par le Comité international olympique .

### Partenariats
L'initiative compte plus de cinquante partenaires dont le Scoutisme Français, l'Office national des anciens combattants et victimes de guerre le ministère de l'Éducation nationale, de la Jeunesse et de la Vie associative, le ministère des Affaires étrangères et européennes, l'Agence nationale pour la cohésion sociale et l'égalité des chances, la Coupe du Monde de la FIFA 2022 le ministère de la Ville et du Grand Paris et les préfectures et municipalités des villes qu'elle parcourt : Roubaix, Nantes, Angers, Bordeaux, Toulouse, Montpellier, Marseille, Cannes, Grenoble, Lyon, Dijon, Strasbourg, Châlons-en-Champagne, le Grand Paris et Paris intra muros.
La Flamme de l'Espoir Citoyen est également patronnée par la Commission française à l'UNESCO et le Parlement européen 

## Réception
Le journal La Croix titre dans son édition du 15/05/2011 « Les scouts musulmans de France ont entamé une tournée citoyenne » .
La Voix du Nord titrait le 08/05/2011 « Le tour de France de la citoyenneté des scouts musulmans démarre de Roubaix ! » 
François Clemenceau rapportait le 07/05/2011  sur Europe 1 « Les Scouts musulmans s'engagent » 
France Culture consacrait le 30/05/2011 une émission sur l'initiative intitulée La Caravane passe... 